# Rudolf Wlassak
Rudolf Wlassak (ur. 27 marca 1865 w Brnie, zm. 10 marca 1930 w Wiedniu) – austriacki fizjolog i neurolog, pionier szpitalnego leczenia choroby alkoholowej.
Studiował medycynę na Uniwersytecie w Grazu i Uniwersytecie w Zurychu (1885–1887), a od 1887 w Wiedniu; 1890 został doktorem medycyny w Wiedniu. Powrócił do Zurychu, gdzie pracował już jako student, tam uzyskał habilitację w 1893 i pracował do 1898 jako privatdozent. W 1919 otworzył praktykę w Wiener Neustadt, w 1922 został dyrektorem nowo powstałego sanatorium dla pijaków w hotelu Steinhof.
Zmarł w 1930 roku, wspomnienie o nim napisał Reichel. Na jego cześć nazwano ulicę (Wlassakstraße) w dzielnicy Wiednia Hietzing.

## Prace
- Das Kleinhirn des Frosches. Arch. f. Physiol. Suppl.-Bd., ss. 109-137, 2 pl. (1887)
- Notiz, die Ringbänder der Nerven betreffend. Centralbl. f. Physiol. 6, ss. 297-299(1892/93)
- Die optischen Leitungsbahnen des Frosches. Arch. f. Physiol., Suppl.-Bd. ss. 1-28, 4 pl. (1893)
- Die Herkunft des Myelins; ein Beitrag zur Physiologie des nervösen Stützgewebes. Arch. f. Entwcklngsmechn. d. Organ. 6, ss. 453-493, 4 pl. (1898)
- Die Beeinflussung der Hirnfunction durch den Alkohol. Ber. ü. d. internat. Cong. gegen d. Alkohol. 1901. Leipz. & Wien 1902
- Biologische Gesichtspunkte in der Geschichtswissenschaft. Archiv für Rassen- und Gesellschafts-Biologie 4, 1907
- Der Nährwert des Alkohols. Internat. Monatschr. z. Erforsch. d. Alkoholismus 22, ss. 16; 41 (1912)
- Neue Versuche über die Rolle des Alkohols im Stoffwechsel. Internat. Monatschr. z. Erforsch. d. Alkoholismus 23, ss. 321-323 (1913)
- Grundriss der Alkoholfrage (1922)